# Carlos Humberto Romero
Carlos Humberto Romero (født 29. februar 1924 i Chalatenango i El Salvador, død 27. februar 2017) var en præsident fra El Salvador.
Romero vandt præsidentvalget i 1977 og var præsident i El Salvador fra 1. juli 1977 til 15. oktober 1979, da han blev afsat ved et statskup.